# Quận Leavenworth, Kansas
Quận Leavenworth là một quận thuộc tiểu bang Kansas, Hoa Kỳ.
Quận này được đặt tên theo. Theo điều tra dân số của Cục điều tra dân số Hoa Kỳ năm 2000, quận có dân số 72.227 người. Quận lỵ đóng ở Leavenworth.6 Quận thuộc vùng đô thị Kansas City.